# 52 هـ
52 هـ هي سنة في التقويم الهجري امتدت مقابلةً في التقويم الميلادي بين سنتي 672 و672.

## وفيات
- أبو أيوب الأنصاري
- حنظلة بن الربيع
- زياد بن خراش العجلي
- عمران بن حصين
- كعب بن عجرة
- معاوية بن حديج
- سعيد بن العاص